# Баги, Абдельила
Абдельила́ Ба́ги (араб. عبد الإله باغي‎; род. 17 февраля 1978, Фес) — марокканский футболист, вратарь. Выступал за сборную Марокко.

## Карьера
Начал свою карьеру в клубе МАС из своего родного города Фес. В 25 лет его пригласил московский «Спартак», но там, сыграв 6 матчей, травмировался, затем играл за дубль в одной встрече, а потом просто получал заработную плату в клубе, не выступая. В 2005 году перешёл в «Ростов», в первом же матче пропустив 4 мяча от «Локомотива». В 2007 году вернулся в МАС. Позже выступал за «Шабаб Риф» и «Олимпик». В начале 2013 года перешёл в клуб «Кенитра». Летом Баги был допрошен полицией по поводу договорных матчей.
В сборной команде был в заявке на Олимпийских играх 2000 года и Кубке африканских наций 2002 года.